# 茶村俊一
茶村 俊一（さむら しゅんいち、1946年1月31日 - ）は、日本の実業家。第7代松坂屋代表取締役社長。

## 来歴・人物
1969年京都大学経済学部卒業、松坂屋入社。1998年静岡店長。1999年取締役名古屋事業部長兼名古屋店長。2000年常務取締役。2002年代表取締役専務取締役。2004年専務執行役員本社経営企画室長。2006年執行役員。2006年松坂屋ホールディングス代表取締役社長、松坂屋代表取締役社長執行役員。2007年J.フロント リテイリング取締役銀座再開発担当、松坂屋代表取締役社長執行役員、大丸取締役 2010年J.フロント リテイリング代表取締役社長。2013年代表取締役会長。2016年相談役。